# (466646) 2014 WU52
(466646) 2014 WU52 es un asteroide perteneciente al cinturón de asteroides, descubierto el 22 de septiembre de 2008 por el equipo Spacewatch desde el Observatorio Nacional de Kitt Peak (Arizona, Estados Unidos).